# ALICE
|  | Per a altres significats, vegeu «Alice». |

El Gran Experiment al Col·lisionador d'Ions (ALICE, A Large Ion Collider Experiment) és un detector del Gran Col·lisionador d'Hadrons (LHC) al laboratori internacional del CERN a Ginebra. Està optimitzat per estudiar per detectar plasma de quarks i gluons, un estat de la matèria que es creu que es va formar just després del big bang. «De la mateixa manera que els caçadors  identifiquen animals a partir de pistes al fang o la neu, els físics identifiquen les partícules subatòmiques a partir de les empremtes que deixen als detectors.»
En concret, ALICE estudia les col·lisions de nuclis de plom, amb una energia de fins a 5.5 TeV al centre de massa. La temperatura i la densitat d'energia que en surten són prou elevades —100.000 superior a la temperatura al centre del Solc com per a produir un plasma de quarks i gluons, un estat de la matèria en el qual els quarks i els gluons estan deconfinats, i que se suposa que va existir poc després del big-bang, quan la temperatura de l'univers era molt elevada. La col·laboració ALICE pretén estudiar les propietats d'aquest plasma.
Per això fa servir el detector ALICE de 10.000 tones, de 26 m de llarg, 16 m d'alçada i 16 m d'amplada, per estudiar el plasma de quarks i gluons. El detector és va construir en una gran caverna a 56 m sota terra prop del poble de Saint-Genis-Pouilly a França, que rep raigs de l'LHC.
El. 2022, aquest col·laboració reunia uns dos mil científics originaris de 174 Instituts a quaranta països.